# 基利萊鄉
45°27′N 26°35′E / 45.450°N 26.583°E
基利萊鄉（羅馬尼亞語：Comuna Chiliile, Buzău），是羅馬尼亞的鄉份，位於該國東南部，由布澤烏縣負責管轄，面積36平方公里，海拔高度400米，2007年人口698，人口密度每平方公里20人。